# Mariana Alcoforado

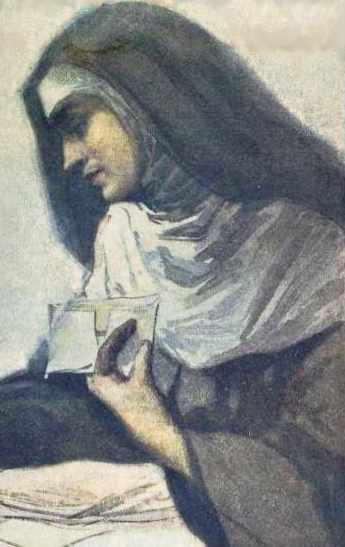
Mariana Alcoforado na ilustracji do portugalskiego wydania Listów z 1914 roku

Mariana Alcoforado (ur. 22 kwietnia 1640, zm. 28 lipca 1723) – portugalska klaryska, która przebywała w bogatym klasztorze w Beja. Pochodziła ze zubożałej rodziny arystokratycznej. Domniemana autorka listów miłosnych pisanych rzekomo przez nią do Noëla Boutona de Chamilly'ego. Listy te zostały opublikowane w 1669 roku w Paryżu.

## Listy portugalskie
4 stycznia 1669 francuskie wydawnictwo Claude'a Barbin opublikowało w Paryżu Listy portugalskie. Utwór poprzedzony był wstępem do czytelnika, w którym wydawca wyjaśniał, że udało mu się z trudem ocalić kopię tłumaczenia listów oraz podkreślał, że nie wie, kto był ich adresatem ani tłumaczem na język francuski. 
Popularność utworu skłoniła wydawcę do reedycji w tym samym roku. W kolejnym wydaniu (1669), które miało miejsce ze granicą  w Kolonii, zmieniono jedno zdanie przedmowy, ujawniając tożsamość odbiorcy oraz tłumacza. Domniemanym adresatem listów miał być francuski szlachcic Noël Bouton de Chamilly, a ich tłumaczem Gabriel-Joseph de Lavergne de Guilleragues, ówczesny dyrektor Gazette de France. 
Z tekstu wynikało, że autorką listów była zakonnica Mariana. Według badań historyków portugalskich ową Marianą była właśnie Mariana Alcoforado. 
Jej postać obrosła legendą, portugalscy literaturoznawcy włączyli ją do panteonu literatury portugalskiej i wytrwale poszukiwali oryginałów listów. 
Na początku XX wieku rozgorzała dyskusja, w wyniku której francuscy i niemieccy badacze udowodnili zbieżność stylistyczną listów z innymi utworami epoki
oraz ostatecznie przypisali autorstwo Gabrielowi de Guilleragues. Literaturoznawcy portugualscy przyjęli, co prawda, tezę o istnieniu francuskiego autora, niemniej jednak twierdzili nadal, iż musiał on się wzorować na prawdziwych listach pisanych po portugalsku i  powoływali się na bezsporny fakt istnienia portugalskiej zakonnicy.